# L'Âne vêtu de la peau du lion
L'Âne vêtu de la peau du lion est la vingt-et-unième fable du livre V de La Fontaine situé dans le premier recueil des Fables de La Fontaine, édité pour la première fois en 1668.
De la peau du lion l'âne s'étant vêtu

      Était craint partout à la ronde;

      Et bien qu'animal sans vertu,

      Il faisait trembler le monde.

Un petit bout d'oreille échappé par malheur

      Découvrit la fourbe et l'erreur;

      Martin fit alors son office.

Ceux qui ne savaient pas la ruse et la malice

      S'étonnaient de voir que Martin

      Chassait les lions au moulin.

      Force gens font du bruit en France

Par qui cet apologue est rendu familier.

      Un équipage cavalier

      Fait les trois quarts de leur vaillance.
— Jean de La Fontaine, Fables de La Fontaine, L'Âne vêtu de la peau du lion

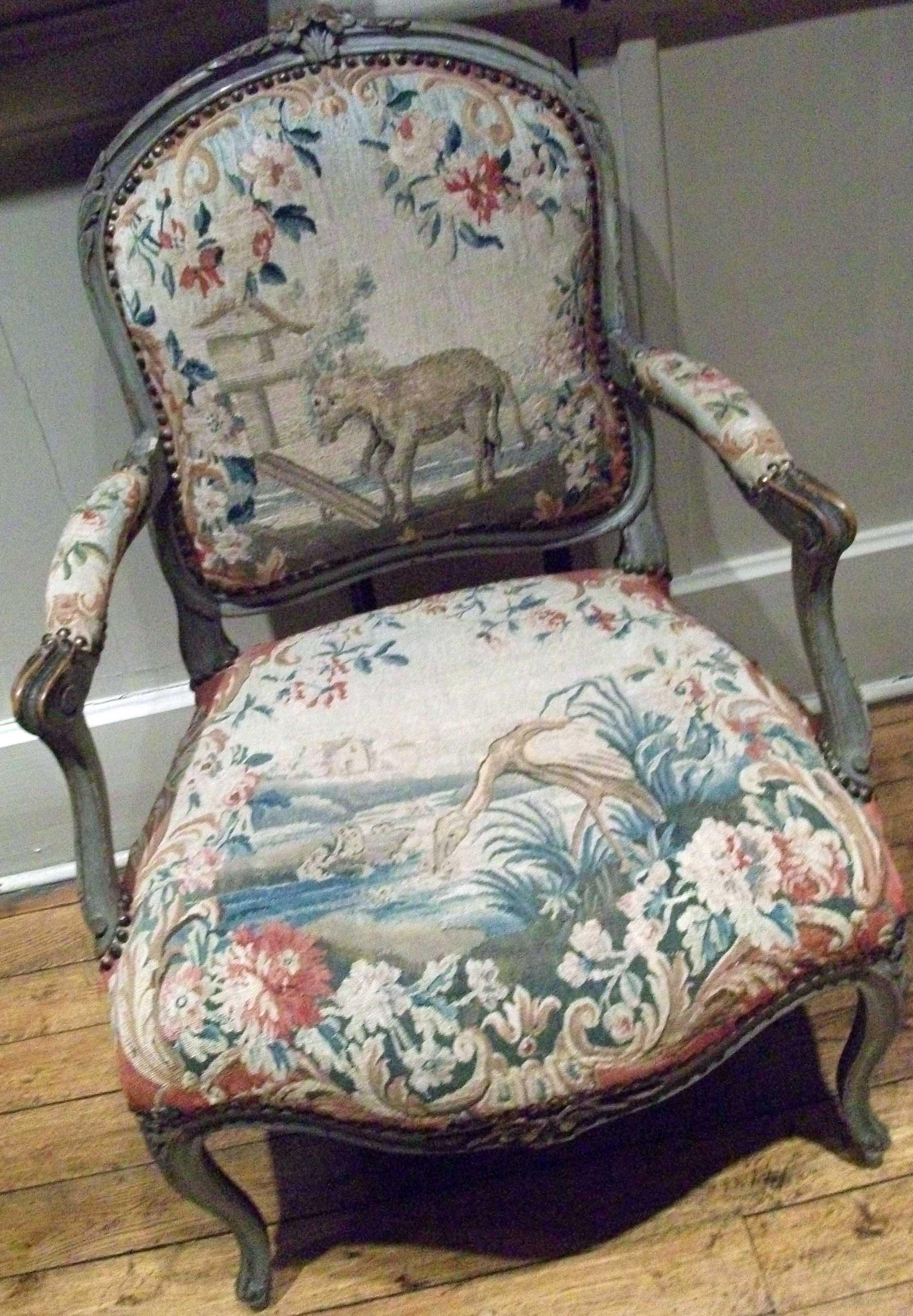
Fauteuil provenant du château de Sarry (Marne) avec la fable comme illustration sur le dossier.
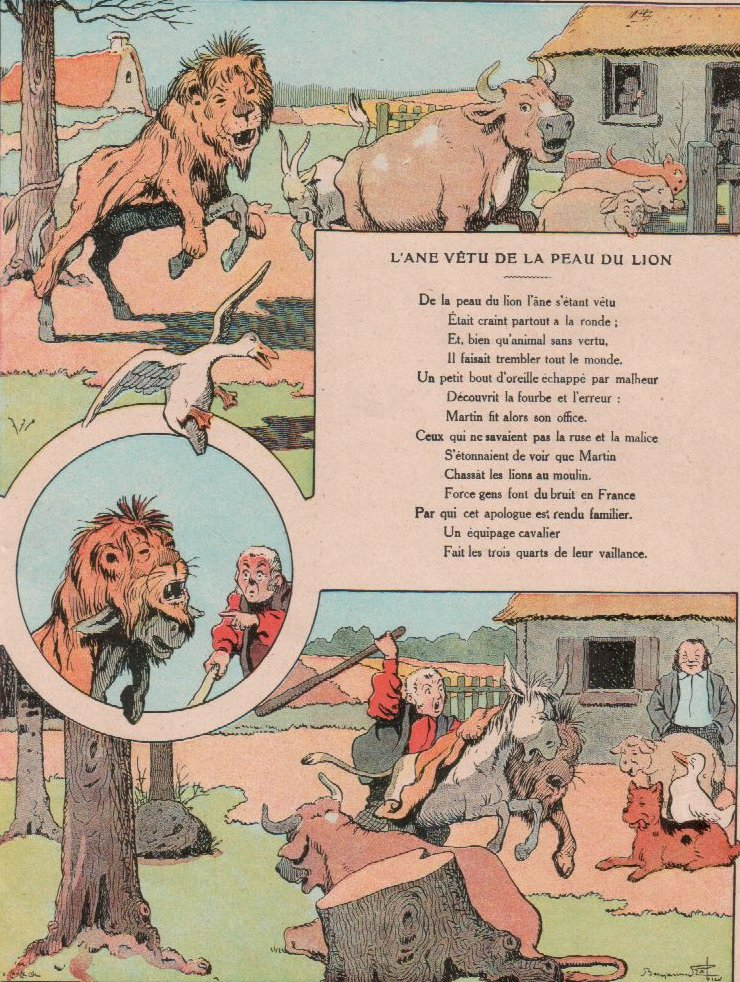
Benjamin Rabier